# Henrik Stenson

Henrik Stenson (Gotemburgo, Suecia, 5 de abril de 1976) es un golfista sueco que se ha destacado a nivel profesional. Ha logrado once victorias en el European Tour y cinco en el PGA Tour, destacándose el WGC Match Play 2007, el Players Championship 2009, el Tour Championship 2013, el Campeonato Mundial de Dubái 2013 y 2014, y el Abierto Británico de 2016. Asimismo, obtuvo los playoffs en el PGA Tour 2013, y el Camino a Dubái del European Tour 2013.
En cuanto a torneos majors, Stenson resultó ganador en el Abierto Británico 2016, segundo en 2013 y tercero en 2008 y 2010, tercero en el Campeonato de la PGA 2013 y 2014 y cuarto en 2008, cuarto en el Abierto de Estados Unidos 2014 y noveno en 2009. Además disputó tres ediciones de la Copa Ryder con la selección europea, logrando seis puntos en 11 partidos.
El sueco ha estado nueve semanas en el tercer puesto en la lista mundial de golfistas, 29 semanas entre los primeros cinco, 126 entre los primeros diez y 248 entre los primeros 20.

## Trayectoria
Stenson debutó en 1999 en el European Challenge Tour, la gira satélite de Europa. Obtuvo dos segundos lugares y seis top 10 en siete torneos, por lo que se ubicó 21º en la lista de premios. En 2000 logró tres triunfos y nueve top 10 en 13 torneos, por lo que logró el primer puesto en la clasificación final y la tarjeta para disputar el European Tour en 2001.
En su primer año en la gira principal, Stenson venció en el Abierto Benson & Hedges, y obtuvo tres top 10 en 26 torneos, de modo que se ubicó 44.º en la Orden del Mérito. En 2002 resultó 176.º y en 2003 terminó 68.º con un solo top 10. El sueco volvió a triunfar en el Heritage 2004, lo que sumado a un segundo puesto y otro top 10 lo colocó 32.º en la Orden del Mérito.
Stenson no venció en ninguno de los 24 del European Tour en que participó en 2005. Sin embargo, acumuló tres segundos puestos, cuatro terceros y nueve top 10, por lo que finalizó octavo en la Orden del Mérito. Por otra parte, resultó segundo en la Copa del Mundo.
En 2006 ganó el Masters de Catar y el Abierto Internacional BMW, logrando además dos segundos lugares y siete top 10. Por tanto, se colocó sexto en la Orden del Mérito. Además, resultó tercero en el Players Championship y la Copa Mundial de Golf, y cuarto en el World Challenge.
El sueco ganó el Clásico del Desierto de Dubái y el WGC Match Play, y consiguió seis top 10 en el European Tour 2007. Por tanto, quedó cuarto en la Orden del Mérito por detrás de Justin Rose, Ernie Els y Pádraig Harrington. En paralelo, disputó regularmente el PGA Tour. Además del triunfo en el WGC Match Play, obtuvo un noveno lugar y seis top 25, quedando así 40.º en la lista de ganancias. Por último, quedó quinto en el World Challenge.
En 2008, Stenson logró dos segundos lugares, tres terceros y diez top 10 en 19 torneos del European Tour, por lo que se colocó séptimo en la Orden del Mérito. Entre otros resultados, terminó primero en la Copa del Mundo, tercero en el Abierto Británico y el WGC Match Play, y cuarto en el Campeonato de la PGA.
El golfista siguió en el European Tour en 2009. Obtuvo un segundo lugar, un tercero y siete top 10 en 21 torneos, quedando así 18º en el Camino a Dubái. Ese año venció en el Players Championship y resultó segundo en la Copa del Mundo.
Stenson volvió a disputar simultáneamente el European Tour y el PGA Tour en 2010. Logró tres top 10 en el circuito europeo, quedando 49.º en el Camino a Dubái. En el PGA Tour superó apenas nueve cortes de 15, por lo que terminó 134.º en la lista de ganancias. Su único resultado destacado fue un tercer lugar en el Abierto Británico. En 2011 consiguió un top 10 en el European Tour y ninguno en el PGA Tour, quedando 136.º y 166.º en la clasificación general respectivamente.
El sueco se recuperó en la temporada 2012 del European Tour, al ganar el Abierto Sudafricano y lograr siete top 10 en 15 torneos del PGA Tour. De esta manera, se ubicó 40.º en el Camino a Dubái. En el PGA Tour resultó tercero en Puerto Rico y logró siete top 25 en 15 torneos, de modo que quedó 115.º en la lista de ganancias.
El golfista tuvo su mejor temporada en 2013. Venció en el Camino a Dubái del European Tour, tras conseguir siete top 10 en 17 torneos, entre ellos dos segundos lugares, dos terceros y un triunfo el Campeonato Mundial de Dubái. En cuanto al PGA Tour, obtuvo dos triunfos en el Campeonato Deutsche Bank y el Tour Championship, tres segundos lugares y ocho top 10, por lo que terminó segundo en la lista de ganancias y venció en los playoffs. Ese año resultó segundo en el Abierto Británico, tercero en el Campeonato de la PGA y quinto en el Players Championship.
En 2014, Stenson ganó el Campeonato Mundial de Dubái, resultó segundo en el Campeonato Mundial de Match Play y el Abierto Internacional BMW, tercero en el Campeonato de la PGA y el Abierto de Turquía, cuarto en el Abierto de Estados Unidos y el Nedbank Golf Challenge, y quinto en el Abierto de China y el Masters Nórdico. De esta manera, terminó segundo en la lista de ganancias del European Tour, por detrás de Rory McIlroy.
En 2016 ganó su primer torneo major, el Abierto Británico, con una tarjeta de 20 golpes bajo el par, récord histórico en el certamen. Además, ganó la medalla de plata en el torneo de golf de los Juegos Olímpicos de Río de Janeiro.